# Wabana
Wabana är en ort i Kanada.   Den ligger i provinsen Newfoundland och Labrador, i den östra delen av landet, 1 800 km öster om huvudstaden Ottawa. Wabana ligger 84 meter över havet och antalet invånare är 2 362. Den ligger på ön Bell Island.
Terrängen runt Wabana är huvudsakligen platt, men söderut är den kuperad. Havet är nära Wabana åt nordost. Runt Wabana är det ganska tätbefolkat, med 172 invånare per kvadratkilometer.. Närmaste större samhälle är St. John's, 19,4 km öster om Wabana. 
I omgivningarna runt Wabana växer i huvudsak blandskog.